# Área de conservación regional Vista Alegre-Omia
El Área de conservación regional Vista Alegre-Omia es un área protegida en el Perú que se encuentra en la región Amazonas.
Fue creado el 15 de junio de 2018, mediante Decreto Supremo N° 005-2018-MINAM. Tiene una extensión de 48,944.51 hectáreas y está en los distritos de Vista Alegre y Omia en la provincia Rodríguez de Mendoza. El área protege los bosques montano bajos así como a 810 especies entre ellas a 41 especies endémicas; y en condición de amenazadas, 109 especies de flora y 20 de fauna (armadillo peludo, el mono choro cola amarilla, el venado enano andino, la lechucita bigotona). En su interior alberga una parte de la red de caminos incas.